# Fetínino
Fetínino (en rus: Фетинино) és un poble de l'óblast de Vladímir, a Rússia, segons el cens del 2010 tenia 462 habitants. Pertany al districte municipal de Sóbinka.